# Гагієв Олексій Давидович
Олексій Давидович Гагієв (1904, село Дзагіна Тифліської губернії, тепер Знаурський район, Південна Осетія, Грузія — ?) — радянський державний діяч, голова колгоспу імені Леніна Знаурського району Південно-Осетинської автономної області. Депутат Верховної Ради СРСР 4-го скликання.

## Життєпис
Народився в селянській родині.
Член ВКП(б) з 1928 року.
Перебував на партійній і радянській роботі в Південно-Осетинській автономній області.
У 1951—1953 роках — голова укрупненого колгоспу імені Руставелі села Окопа Знаурського району Південно-Осетинської автономної області.
З лютого 1953 року — голова колгоспу імені Леніна села Знаурі Знаурського району Південно-Осетинської автономної області.
Подальша доля невідома.

## Нагороди
- медаль «За оборону Кавказу»
- медаль «За доблесну працю у Великій Вітчизняній війні 1941—1945 рр.»